# Ricordea yuma
Ricordea yuma är en korallart som först beskrevs av Oscar Henrik Carlgren 1900.  Ricordea yuma ingår i släktet Ricordea och familjen Ricordiidae. Inga underarter finns listade i Catalogue of Life.